# Some of the Things That Molecules Do
Some of the Things That Molecules Do (Những thứ mà phân tử tạo ra) là tập 2 trong tổng số 13 tập trong bộ phim tài liệu về khoa học ở nước Mỹ: Cosmos: A Spacetime Odyssey (Vũ trụ: Chuyến du hành không-thời gian), được trình chiếu vào năm 2014. Chương trình này dựa theo phim tài liệu trước đó của Carl Sagan được trình chiếu trên PBS(Public Broadcasting Service - "Dịch vụ Truyền thông Công cộng". Có thể nói, đây được coi là một cột mốc quan trọng cho phim tài liệu khoa học. Chương trình được trình bày bởi nhà vật lý thiên văn Neil deGrasse Tyson.
- Đạo diễn: Bill Pope
- Ngày chiếu: 16/3/2014
- Lượng người xem (Ở Mỹ): 4,95 triệu người
- Nội dung:
Tập phim bao gồm một số khía cạnh về nguồn gốc của cuộc sống và tiến hóa. Neil deGrasse Tyson mô tả cả hai lựa chọn nhân tạo qua nhân giống chọn lọc, sử dụng các ví dụ về sự tuần hóa do con người như từ sói thành chó, và cách chọn lọc tự nhiên như loài như gấu trắng bắc cực (xưa là gấu nâu, nhưng do ở Bắc cực càng ngày càng rét, gấu trắng thích nghi tốt hơn nên dần dần thay thế gấu nâu). Tyson sử dụng "Con tàu tưởng tượng" để miêu tả hình dáng, cấu tạo DNA, đột biến gen, và miêu tả sự đa dạng của các loài như cây sự sống (Tree of life), và đưa ví dụ điển hình như cấu tạo mắt của các loài, từ vi khuẩn cho đến cá, động vật trên cạn đầu tiên và cuối cùng là con người.
Tyson mô tả sự tuyệt chủng của các loài và sự kiện tuyệt chủng lớn đã quét sạch nhiều loài trên trái đất, trong khi một số loài, như tardigrade, có thể tồn tại và tiếp tục cuộc sống. Tyson phỏng đoán về khả năng của sự sống trên các hành tinh khác, chẳng hạn như mặt trăng của sao Thổ - Titan (vì có băng) - cũng như cách phát sinh luận thể có nguồn gốc sự sống trên Trái đất. Tập phim kết thúc với một hình ảnh động từ phim Cosmos: A Personal Voyage để thể hiện sự tiến hóa, phát triển của sinh vật từ một tế bào duy nhất cho đến loài người hiện nay.